# .no
.no en l'àmbit d'Internet, és el domini de primer nivell territorial (ccTLD) de codis de Noruega. Norid, el registre de noms de domini, té la seu a Trondheim i és propietat de la propietat estatal Uninett i opera sota la supervisió de l'Autoritat de Comunicacions de Noruega. El 24 de desembre de 2022 hi havia 843.749 dominis .no registrats. Les organitzacions amb presència a Noruega i registre al centre de registre de Brønnøysund estan limitades a 100 dominis cadascuna. Les persones que resideixin a Noruega es poden registrar al domini de segon nivell priv.no i, a partir del 17 de juny de 2014, directament sota.no. Existeixen altres dominis de segon nivell per a organitzacions de cert tipus, com ara municipis i escoles. Les estrictes regulacions han donat lloc a una pràctica absència de ciberocupació i emmagatzematge.

## Història
La responsabilitat del registre de noms de domini per .no va ser el 1987 atorgada a Pål Spilling a l'Institut de Recerca de l'Administració de Telecomunicacions de Noruega. El treball de registre real va ser realitzat per Jens Thomassen. Els primers dominis registrats van ser tor.nta.no (l'Administració Noruega de Telecomunicacions) i ifi.uio.no (el Departament d'Informàtica de la Universitat d'Oslo). Inicialment la càrrega de treball del registre de domini era lleugera, però després d'uns anys la càrrega de treball s'havia tornat ingestionable com un projecte lateral per a un individu. Els responsables polítics també van indicar la necessitat que el registre del domini sigui gestionat per una organització no comercial. La responsabilitat va ser transferida a Uninett, un proveïdor de tecnologia d'informació i comunicacions a universitats públiques noruegues, col·legis i institucions de recerca el 17 de març de 1987. El fitxer de zona arxivada més antic data de 1989 i inclou 19 dominis.[5] El 1991 i 1992, tots els col·legis universitaris estatals estaven connectats a Internet i van emetre noms de domini, causant un auge de registres. El domini 1000 va ser registrat el 1995.[5]
Uninett va ser inicialment administrat com una divisió de SINTEF, però el 1993 es va transformar en una empresa limitada propietat del Ministeri d'Educació i Recerca. Norid es va establir com una divisió dins d'Uninett el 1996, i va emetre la responsabilitat de gestionar el domini .no.[5] El 21 d'agost de 1997, Norid va rebre la responsabilitat dels dominis .sj i .bv de nova creació. Uninett FAS es va establir l'any següent com una filial d'Uninett per gestionar la xarxa tècnica i la infraestructura de servei, incloent el funcionament dels sistemes de xarxa per a les universitats i col·legis. Per tant, Norid també va passar a formar part de la cartera d'Uninett FAS. El 1998 es van establir dues organitzacions: l'Òrgan de Resolució de Domini, per resoldre disputes de domini, i Norpol, un consell assessor polític.[5] El 1999 es van introduir registradors de noms de domini per gestionar aspectes que podrien ser proporcionats per un tercer.[10] Uninett Norid va ser registrat el 2003 com una empresa limitada propietat d'Uninett, per assegurar la gestió dels dominis dins d'una organització independent.[11]
Fins al 2001, cada organització només podia registrar un sol domini i havia de documentar el seu dret al nom, ja sigui directament connectat al nom de l'empresa o una marca registrada; aquesta informació va ser verificada per Norid. Les normes es van liberalitzar el 19 de febrer de 2001. Es va establir un nou límit a quinze dominis per organització i Norid ja no va fer una avaluació del dret al nom; si el domini no estava registrat se li atorgaria.[12] Això va donar lloc a un gran augment en el nombre de dominis, i el domini 100.000 va ser registrat aquest mateix any.[5] Originalment només es van permetre les lletres llatines bàsiques, però a partir del 9 de febrer de 2004 es van permetre vint-i-tres caràcters addicionals de les llengües noruega i sami, juntament amb el nombre de dominis permesos per organització que va augmentar a vint. A partir del 13 de juny de 2007, es van permetre els noms de dominis numeraris. El domini 500.000 va ser registrat el gener de 2011. El domini de segon nivell priv.no es va permetre a partir de juny de 2011, cosa que va donar als individus la possibilitat de registrar-se. El 30 de novembre de 2011, es va permetre a les organitzacions registrar 100 dominis.[13]
El 17 de juny de 2014 Norid es va obrir per als registres de ciutadans privats de dominis .no.[14] El 9 de desembre de 2014 Norid va permetre el suport per DNSSEC.[15]